# Sarcophaga multicolor
Sarcophaga multicolor är en tvåvingeart som beskrevs av Johnston och Tiegs 1922. Sarcophaga multicolor ingår i släktet Sarcophaga och familjen köttflugor. Inga underarter finns listade i Catalogue of Life.